# Amigurumi

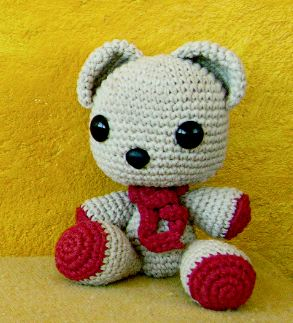
Amigurumi de urso de pelúcia

Amigurumi (編みぐるみ, lit. bicho de pelúcia feito de crochê) é uma técnica japonesa para criar pequenos bonecos feitos de crochê ou tricô. Apesar da popularidade de bichos de pelúcia e bonecas, a técnica também é usada para objetos como utensílios domésticos e comida de características antropomórficas.

## Popularização
A criação de amigurumi (bonecos) de crochê, apesar de costume milenar [carece de fontes?], ressurgiu no Japão apenas nos anos 80 acompanhando o mercado que tinha como foco jovens do sexo feminino que inundava prateleiras com produtos como a boneca Hello Kitty. Logo o desejo por brinquedos e objetos com aparência meiga, assim como a da boneca, criou demanda o suficiente para motivar revistas de grande audiência feminina a publicar receitas passo-a-passo de como criar amigurumis. A prática se popularizou e em 10 de Janeiro de 2002 a Associação Japonesa de Amigurumi foi criada, a técnica já então contava com vários livros e revistas de passo-a-passo disponíveis em japonês. Com a popularização da cultura japonesa ao redor do mundo, o amigurumi também ficou conhecido em outros países, principalmente por meio de fóruns e blogs em que receitas são criadas e distribuídas muitas vezes gratuitamente.

## Técnica

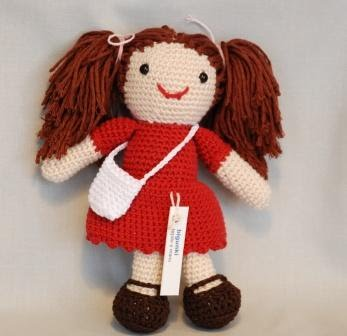
Amigurumi de boneca

O amigurumi é constituído de formas geométricas, geralmente com cabeça e tronco em forma de esfera e membros cilíndricos. O corpo enfatiza olhos e cabeça grandes, com tronco mediano e membros desproporcionalmente pequenos. Cabeças podem ou não conter narizes e boca, com grande variedade nos materiais que podem ser usados para os olhos. Os tamanhos de um amigurumi pronto em sua maioria variam de 10 a 30cm, articulações feitas de arame são bastante utilizadas para que o boneco possa se manter em posições específicas.
A confeção de um amirugumi em crochê é feita com lã mediana e agulha 4mm. Apesar da multitude de técnicas, a prevalecente é o uso de ponto baixo aliado ao anel mágico que evita o furo junto ao centro da esfera, reduções invisíveis conhecidas como invisible decrease são usadas para manter a consistência do ponto impedindo que o recheio vaze.